# Tommaso Edoardo Frosini
Tommaso Edoardo Frosini (Catania, 3 aprile 1964) è un giurista, costituzionalista e avvocato italiano, presidente del CIRA (Centro Italiano Ricerche Aerospaziali).
Ordinario di Diritto pubblico comparato e Diritto costituzionale e Direttore del Dipartimento di scienze giuridiche ed economiche presso l'Università degli Studi "Suor Orsola Benincasa" di Napoli, il suo ambito di ricerca riguarda principalmente la tematica delle forme di governo e, in particolare, il modello del premierato, di cui è stato tra i primi teorizzatori in Italia. In linea con l’opera del padre Vittorio Frosini, inoltre, ha dedicato numerosi lavori ai rapporti fra diritto, diritti e tecnologie.
In precedenza ha anche ricoperto i ruoli di vicepresidente del Consiglio Nazionale delle Ricerche, di componente della Commissione di garanzia per l’attuazione della legge sullo sciopero nei servizi pubblici essenziali e della Commissione ministeriale della Valutazione Impatto Ambientale (VIA) e di avvocato del Senato della Repubblica in diverse cause presso la Corte Costituzionale.

## Biografia e carriera accademica
Tommaso Edoardo Frosini nasce a Catania nel 1964 dal giurista Vittorio Frosini ("padre" dell’informatica giuridica in Italia) e da Silvia Sardo, originaria di Castiglione di Sicilia (di cui Frosini è oggi cittadino onorario).
Trasferitosi in tenera età a Roma, si laurea con lode in Giurisprudenza presso l'Università degli Studi “La Sapienza” con una tesi in Diritto costituzionale (relatore Temistocle Martines).
Nuovamente presso la Sapienza consegue nel 1995 il dottorato di ricerca in “Teoria dello Stato e istituzioni politiche comparate” (tutor Mario Galizia). Comincia la carriera accademica l’anno seguente presso la LUISS Guido Carli come assistente alla cattedra di Storia delle costituzioni moderne, risultando poi nel 1999 vincitore di un assegno di ricerca dell’Università degli Studi di Teramo; nel medesimo anno gli viene assegnata dall'Università degli Studi di Sassari la docenza a contratto di Diritto pubblico comparato. Presso l’ateneo sardo rimarrà per quasi un decennio, incardinandosi come professore associato nel 2000 e come professore ordinario nel 2001, assumendo nel frattempo anche la cattedra di Diritto costituzionale.
Nel 2007 Frosini si trasferisce presso l’Università degli Studi "Suor Orsola Benincasa" come ordinario di Diritto pubblico comparato e Diritto costituzionale. Nel 2019 viene eletto all’unanimità Direttore del Dipartimento di Scienze Giuridiche; è inoltre coordinatore del dottorato in Humanities&Technologies.
È direttore di numerose riviste scientifiche di fascia A come Il diritto dell’informazione e dell’informatica, Percorsi costituzionali e la Rivista giuridica del Mezzogiorno. È Presidente onorario dell’Associazione di Diritto Pubblico Comparato ed Europeo (DPCE). È stato componente del comitato direttivo dell’Associazione Italiana dei Costituzionalisti e lo è attualmente dell’Associazione Italiana di Diritto Comparato. Ha tenuto conferenze, seminari e lezioni in università in Argentina, Brasile, Colombia, Francia, Marocco, Messico, Spagna e Turchia.
Fa parte del primo Gruppo Esperti Valutatori per l’area di scienze giuridiche dell’ANVUR. È stato, infine, vicepresidente del Consiglio Nazionale delle Ricerche dal 2016 al 2021.

### Ambiti di ricerca

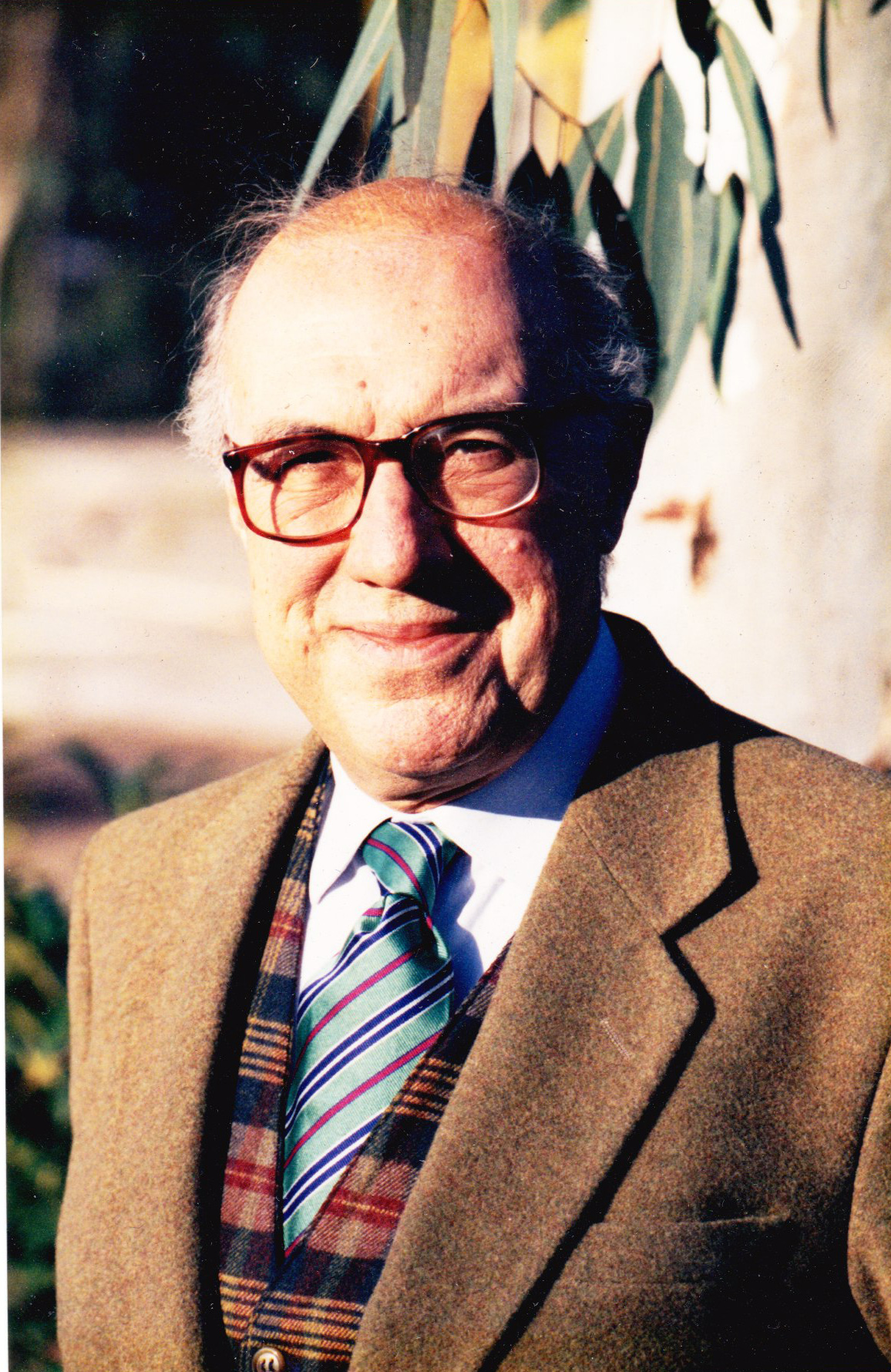
Vittorio Frosini, padre di Tommaso Edoardo e primo in Italia ad approfondire le tematiche dell'informatica giuridica

Nel corso degli anni Frosini ha dedicato i suoi studi soprattutto al tema delle forme di governo, su cui ha realizzato numerosi contributi sia in manuali che in riviste. In particolare, è stato tra i primi in Italia a dedicare attenzione al tema del premierato, divenuto poi centrale nel dibattito politico nel corso della XIX legislatura a seguito della proposta di riforma costituzionale avanzata dalla Ministra per le riforme istituzionali Maria Elisabetta Alberti Casellati.
Favorevole ad una riforma degli organi costituzionali italiani onde garantire una maggiore governabilità, ha fatto parte del Comitato di studio istituito presso il Ministero per le riforme istituzionali nel 1999 (ministro Antonio Maccanico), nel 2005 (ministro Roberto Calderoli) e nel 2013 (Comitato di redazione della Commissione dei 35 «saggi», ministro Gaetano Quagliariello). Nel 2016 è tra i costituzionalisti sostenitori della riforma costituzionale Renzi-Boschi.
Sul premierato, Frosini sostiene la creazione della nuova forma di governo del “premierato elettivo”, ispirato al modello Westminster e che prevede l’elezione diretta del Presidente del Consiglio dei ministri (come teorizzato negli anni ’70, seppur non organicamente, anche da costituzionalisti quali Costantino Mortati, Antonio La Pergola, Serio Galeotti o Aldo Mazzini Sandulli). Si oppone a riforme in ottica presidenziale o semipresidenziale sostenendo che andrebbero a stravolgere il dettato costituzionale e, in particolare, il ruolo del Presidente della Repubblica; al contrario, propone una comparazione interna con la disciplina prevista per i sindaci ed i Presidenti delle regioni, con l’applicazione del principio simul stabunt simul cadent in caso di sfiducia al Governo da parte delle Camere.
È stato tra i promotori del riconoscimento costituzionale dell'insularità (anche nella sua qualità di consulente della Regione Sardegna) ed è stato l'ideatore della norma oggi prevista all'art. 119 Cost..
Sulle orme del padre Vittorio Frosini, infine, si è occupato a lungo di diritto e tecnologia e di costituzionalismo digitale, mostrandosi favorevole ad una legislazione “ridotta” del fenomeno informatico. Sul tema ha suddiviso la dottrina in apocalittici o integrati, ricollegandosi ad un celebre saggio di Umberto Eco, in base all’accoglimento o meno dell’importanza delle nuove tecnologie nell’ambito giuridico.

## Carriera professionale
Iscritto all’ordine degli avvocati di Roma dal 1998, ha difeso in diverse occasioni il Senato della Repubblica presso la Corte Costituzionale nell’ambito di conflitti di attribuzione tra poteri dello Stato. Svolge l'attività di arbitro e di presidente di collegi arbitrali presso il CONI, l'ANAC e la Camera arbitrale di Milano.
Ha ricoperto numerosi ruoli istituzionali come membro di comitati giuridici o auditore esperto di commissioni di studio per la Presidenza del Consiglio dei Ministri, la Camera dei deputati (Commissione Affari Costituzionali), il Ministero per i rapporti con il Parlamento, il Consiglio Nazionale Forense, il CONI (ove è componente del Collegio di garanzia dello Sport dopo essere stato, fin dal 2001, componente dapprima della Camera di conciliazione e arbitrato ed in seguito del Tribunale arbitrale) e la Regione Sardegna. È stato presidente di commissione di concorso presso la Camera dei Deputati, il Senato e l’Autorità Garante della Concorrenza e del Mercato, Commissario VIA per il Ministero della transizione ecologica, membro del consiglio d'amministrazione della Cassa di Risparmio di Rieti e presidente dell’ANCEFERR. È componente della Commissione paritetica Stato-Regione Sardegna.
Dal luglio 2025 ricopre la carica di Presidente del CIRA (Centro Italiano Ricerche Aerospaziali) di Capua (CE).
È editorialista del quotidiano Il Mattino.

## Opere
Frosini ha all'attivo oltre 300 pubblicazioni tra monografie, articoli in rivista e capitoli di opere collettanee, redatte in italiano, in inglese ed in spagnolo. È stato autore o curatore di manuali adottati negli atenei italiani.

### Monografie
- Sovranità popolare e costituzionalismo, Milano, Giuffrè Editore, 1997
- Forme di governo e partecipazione popolare, Torino, G. Giappichelli Editore, 2002
- Le votazioni, Bari, Editori Laterza, 2002
- Il premierato nei governi parlamentari, Torino, G. Giappichelli Editore, 2004
- Corso di diritto costituzionale (con Giampiero Di Plinio e Giampaolo Parodi), Padova, CEDAM, 2007
- Teoremi e problemi di diritto costituzionale, Milano, Giuffrè Editore, 2008
- The Gamble of Fiscal Federalism in Italy, Ottawa, Forum of Federations, 2010
- La lotta per i diritti. Le ragioni del costituzionalismo, Napoli, ESI – Edizioni Scientifiche Italiane, 2011[40]
- Liberté Égalité Internet, Napoli, Editoriale Scientifica, 2015[41][42][43]
- Constitución, Democracia y Estado de Derecho, Santiago del Cile, Ediciones Olejnik, 2017[44]
- Declinazioni del governare, Torino, G. Giappichelli Editore, 2018[45]
- Diritto pubblico (con Giuseppe de Vergottini), Padova, CEDAM, 2019
- Apocalittici o integrati. La dimensione costituzionale della società digitale, Modena, Mucchi Editore, 2021
- Diritto senza confini, Napoli, Editoriale Scientifica, 2022
- Vittorio Frosini giureconsulto e umanista, Napoli, Editoriale Scientifica, 2023
- Se la Costituzione si vede da Il Mattino, Napoli, Editoriale Scientifica, 2024[46]
- Il trono dei Cesari. La sfida costituzionale del premierato, Modena, Mucchi, 2024

### Curatele
- Il Premierato nei governi parlamentari, Torino, G. Giappichelli Editore, 2004
- La fecondazione assistita nel diritto comparato (con Carlo Casonato), Torino, G. Giappichelli Editore, 2006
- Isole nel diritto pubblico comparato ed europeo, Torino, G. Giappichelli Editore, 2007
- Calcio professionistico e diritto (con Ivan Demuro), Milano, Giuffrè Editore, 2009
- Il presidenzialismo che avanza (con Carla Bassu e Pier Luigi Petrillo), Roma, Carocci Editore, 2009
- Codice delle Costituzioni. Volume I: Belgio, Danimarca, Francia, Germania, Italia, Spagna, Svizzera, Usa e Weimar (con Ginevra Cerrina Feroni e Alessandro Torre), Torino, G. Giappichelli Editore, 2009
- Diritto di sciopero e assetto costituzionale (con Mariella Magnani), Milano, Giuffrè Editore, 2010
- Codice di giustizia costituzionale (con Francesco Marone), Napoli, Editoriale Scientifica, 2013
- Diritti e libertà in Internet (con Oreste Pollicino, Ernesto Apa e Marco Bassini), Firenze, Le Monnier, 2017
- Diritto pubblico comparato. Le democrazie stabilizzate, Bologna, il Mulino, 2019[47]
- Dati e Algoritmi. Diritto e diritti nella società digitale (con Sebastiano Faro e Ginevra Peruginelli), Bologna, il Mulino, 2020
- Rule of Law come costituzionalismo, Bologna, il Mulino, 2023

## Riconoscimenti
- Premio internazionale "Giambattista Vico" (Vatolla, 22 settembre 2019)[48]